# Segestria cavernicola
Espèce
Segestria cavernicola est une espèce d'araignées aranéomorphes de la famille des Segestriidae.

## Distribution
Cette espèce est présente en Slovénie et en Italie.

## Publication originale
- Kulczyński, 1915 : Fragmenta arachnologica, XVIII. Bulletin international de l'Académie des Sciences de Cracovie, Classe des Sciences Mathématiques et Naturelles, vol. 1915, p. 897-942.